# Дон Гранато
Дон Гранато (англ. Don Granato; нар. 11 серпня 1967) — американський професійний хокейний тренер і колишній гравець. Був головним тренером команди НХЛ «Баффало Сейбрс» (2021—2024).

## Тренерська робота
З 2019 року Гранато помічник тренера «Баффало Сейбрс». З 17 березня 2021 року він виконував обов'язки головного тренера «Баффало Сейбрс», замінивши звільненого Ральфа Крюгера. 29 червня 2021 року Гранато став головним тренером «Сейбрс». 16 квітня 2024 року «Сейбрс» звільнили Гранато після того, як команда не змогла вийти в плей-оф 13-й сезон поспіль.